# Lena Nyman

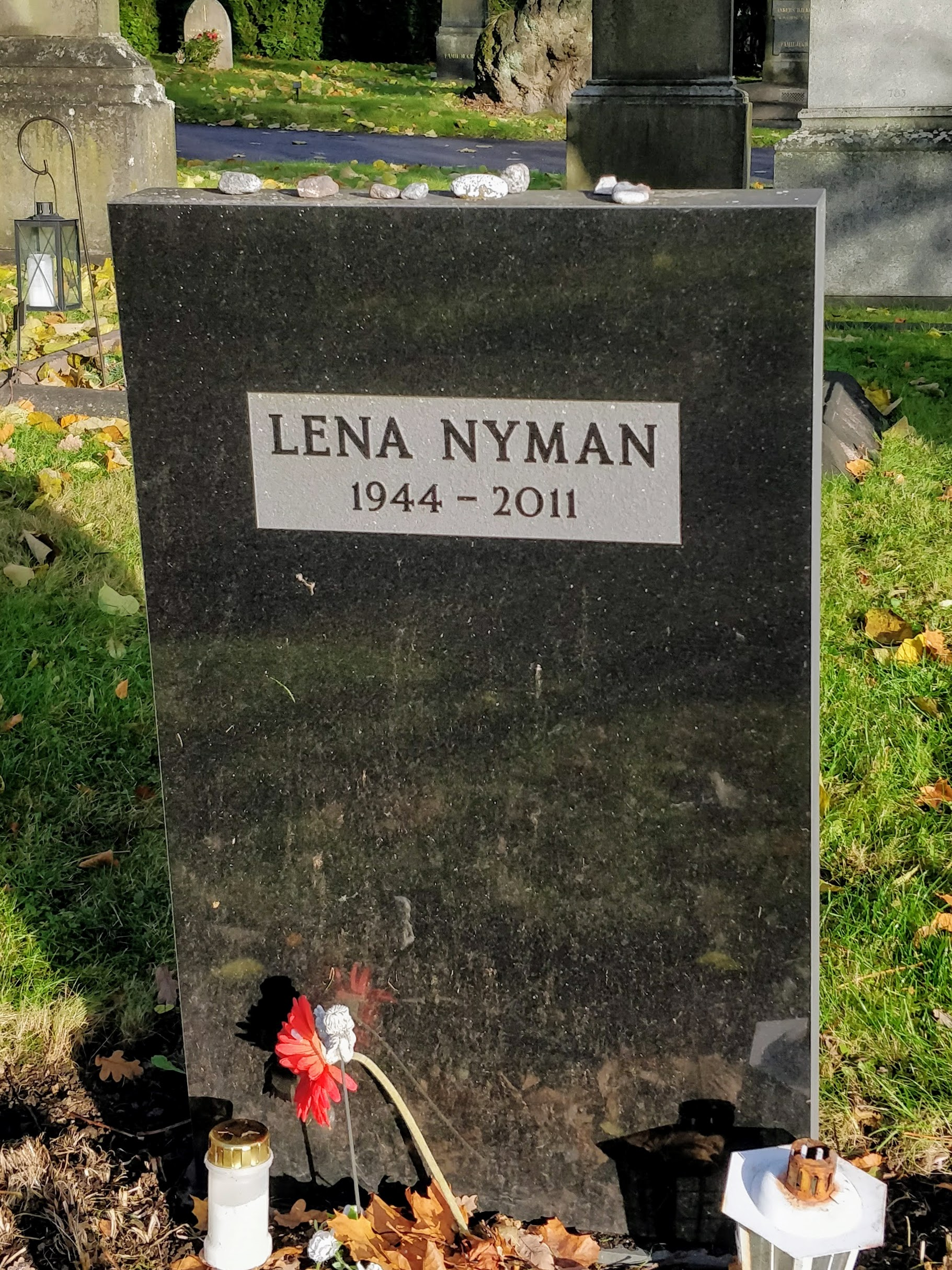
Lena Nyman, gravvård på Norra begravningsplatsen, Solna.

Anna Lena Elisabet Nyman, född 23 maj 1944 i Stockholm, död 4 februari 2011 i Adolf Fredriks församling i Stockholm, var en svensk skådespelerska. Hon var engagerad bland annat vid Dramaten och Stockholms stadsteater och medverkade i många filmer.

## Biografi
Lena Nyman växte upp vid Lidnersplan i Kristineberg  på Kungsholmen i Stockholm. Hennes föräldrar var konstnären Lennart Nyman och pälssömmerskan Margit, ogift Svensson. Lena Nyman började på teaterskola redan som sexåring.
Nyman hade allt från dramatiska roller till lättsamma komediroller på sin meritlista. Hon debuterade vid elva års ålder i den barnförbjudna thrillern Farligt löfte, medverkade samma år i Luffaren och Rasmus och försörjde sig därefter själv som skådespelare. När hon kom in på Statens scenskola 1964 var det mest för att få lugn och ro ett tag; hon hade då redan hunnit medverka i flera pjäser på Dramaten och gjort ett flertal filmroller.
Bland hennes många roller på Dramaten kan nämnas Polly i Tolvskillingsoperan (1969), Hedvig i Vildanden (1972), Pernille i Den jäktade (1974) och titelrollen i Medea (1986). Hon samarbetade i ett antal produktioner med regissören Alf Sjöberg, som hon i intervjuer sa var hennes favoritregissör. Många av deras teateruppsättningar gjordes också som TV-produktioner. Dessutom arbetade hon med regissörer som Ingmar Bergman, även på film, med Liv Ullmann och Ingrid Bergman, som utvecklingsstörd dotter i Höstsonaten (1978), Bo Widerberg och inte minst i filmer av Vilgot Sjöman. Hon samarbetade ofta och gärna med skådespelare som Ernst-Hugo Järegård, Margaretha Krook, Gösta Ekman och Allan Edwall. På den sistnämndes Teater Brunnsgatan Fyra i Stockholm arbetade hon också ett flertal gånger med nära vännen Kristina Lugn.

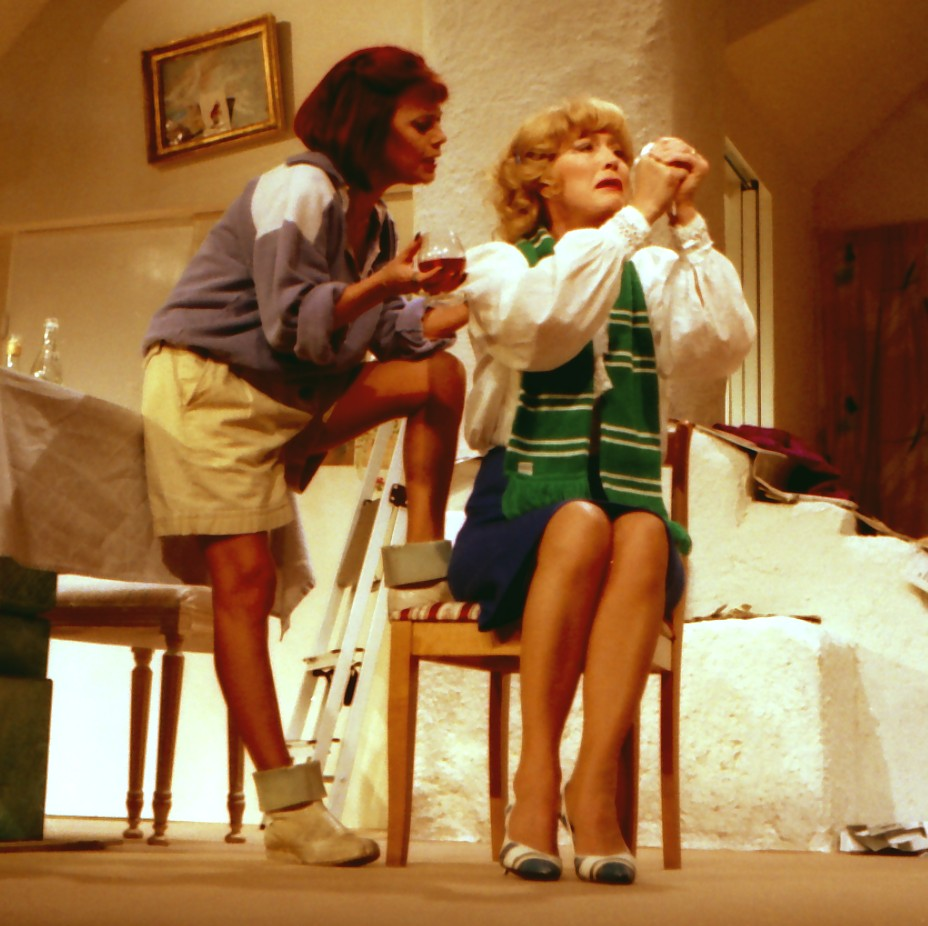
Lena Nyman (v) och Birgitta Andersson (h) i Omaka par på Maximteatern 1988.

År 1973 överraskade Lena Nyman som revyartist i Svenska Ords Glaset i örat på Berns; hennes monolog Stadslollan blev något av en revyklassiker. Därefter följde många produktioner tillsammans med Hasse och Tage, bland annat scenproduktionerna Svea Hund på Göta Lejon (1976) och Fröken Fleggmans mustasch (1982), samt filmer som Släpp fångarne loss – det är vår!, Picassos äventyr, Sopor och P&B.
Nyman var en viktig del av svensk filmhistoria ända sedan genombrottet i den skandalomsusade filmen Jag är nyfiken – gul (1967). Andra filmer där hon hade framträdande roller är till exempel Ronja Rövardotter och Morrhår och ärtor. Hon medverkade också i en mängd TV-produktioner, bland annat med huvudroller i Lysistrate och Drottning Kristina, båda 1981.
Nyman hade även framgångar som vissångerska. Hon gjorde skivor tillsammans med trubaduren Rune Andersson, som hon under några år på 1970–talet var gift med, och har tolkat svenska poeter, främst Karin Boye, i Berndt Egerbladhs tonsättning, och sjungit in barnvisor.
Lena Nyman var under många år bosatt på Sveavägen i hörnhuset korsningen Rådmansgatan. 
Lena Nyman avled den 4 februari 2011 efter en längre tids sjukdom, i KOL och Guillain-Barrés syndrom. Efter begravningsgudstjänsten i Adolf Fredriks kyrka i Stockholm den 7 mars gravsattes hon samma dag på Norra begravningsplatsen.

### Eftermäle
År 2020 utgavs Lena Nymans dagböcker , redigerade av filmaren Isabel Andersson och som även blir en film "Lena" . En recensent skriver att "det är omöjligt att inte läsa dem med metoo-glasögon", och hur det gör ont att läsa om uppseendeväckande grymma omdömen från manliga filmrecensenter. Det framgår hur hon själv retar sig på kvinnor som anpassar sig och gör sig söta för män, men att hon vet att hon själv än så länge är samma skrot och korn, istället för att bli självständig, oberoende, fri och intressant. Filmen Lena av Isabel Andersson hade premiär den 17 september 2021.

## Filmografi i urval
- 1955 – Farligt löfte
- 1955 – Luffaren och Rasmus
- 1958 – Musik ombord
- 1963 – Det är hos mig han har varit
- 1964 – 491
- 1967 – Jag är nyfiken – gul
- 1968 – Jag är nyfiken – blå
- 1968 – Alkestis (TV-teater)
- 1969 – Fadern (TV-teater)
- 1973 – Kvartetten som sprängdes (TV-serie)
- 1973 – Glaset i örat (TV)
- 1975 – Släpp fångarne loss – det är vår!
- 1975 – Den vita väggen
- 1975 – Långtradarchaufförens berättelser (julkalender)
- 1976 – Svea Hund (TV)
- 1978 – Picassos äventyr
- 1978 – Höstsonaten
- 1979 – Min älskade
- 1979 – Gå på vattnet om du kan
- 1980 – Sverige åt svenskarna
- 1981 – Drottning Kristina (TV-teater)
- 1981 – Sopor
- 1981 – Rasmus på luffen
- 1981 – Lysistrate (TV-teater)
- 1981 – Missförståndet (TV-teater)
- 1982 – Fröken Fleggmans mustasch (TV)
- 1982 – Den enfaldige mördaren
- 1982 – Gräsänklingar
- 1983 – Raskenstam
- 1983 – P&B
- 1983 – Katy (svensk röst till Katy)
- 1983 – Hustruskolan (TV-teater)
- 1984 – Ronja Rövardotter
- 1984 – Sköna juveler
- 1986 – Morrhår och ärtor
- 1989 – Ture Sventon, privatdetektiv (julkalender)
- 1990 – Bobby Fischer bor i Pasadena (TV-teater)
- 1992 – Vennerman & Winge (TV-serie)
- 1992 – Manskören
- 1993 – Drömkåken
- 1995 – Svinet (TV-film)
- 1996 – Sånt är livet
- 1997 – Grötbögen (TV-film)
- 1997 – Cheek to Cheek (TV-teater)
- 1999 – Örjan, den höjdrädde örnen
- 2001 – Puder
- 2003 – Skenbart – en film om tåg
- 2006 – Den som viskar (TV-serie)
- 2006 – Att göra en pudel

## Teater

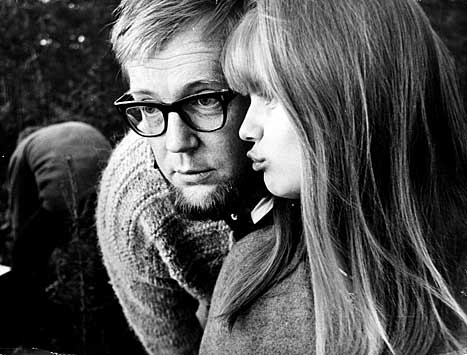
Lena Nyman och Vilgot Sjöman.

### Roller (ej komplett)
| År   | Roll               | Produktion                                                 | Regi                | Teater                    |
| ---- | ------------------ | ---------------------------------------------------------- | ------------------- | ------------------------- |
| 1963 | Tvåstyvers-Dolly   | Tiggarens opera John Gay                                   | Per-Axel Branner    | Dramaten                  |
| 1964 | Al-Lu-Te           | Tre knivar från Wei Harry Martinson                        | Ingmar Bergman      | Dramaten                  |
| 1967 | Hermia             | En midsommarnattsdröm William Shakespeare                  | Donya Feuer         | Parkteatern/ Dramaten     |
| 1967 | Jenny              | Dödsdansen August Strindberg                               | Ulf Palme           | Dramaten                  |
| 1969 | Polly Peachum      | Tolvskillingsoperan Kurt Weill och Bertolt Brecht          | Alf Sjöberg         | Dramaten                  |
| 1971 | Sofia Dynge        | Modern Stanislaw Ignacy Witkiewicz                         | Alf Sjöberg         | Dramaten                  |
| 1972 | Hedvig             | Vildanden Henrik Ibsen                                     | Ingmar Bergman      | Dramaten                  |
| 1974 | Pernille           | Den jäktade Ludvig Holberg                                 | Henning Moritzen    | Dramaten                  |
| 1975 | Marie David        | Tribadernas natt Per Olov Enquist                          | Per Verner-Carlsson | Dramaten                  |
| 1980 | Agnes              | Hustruskolan Molière                                       | Alf Sjöberg         | Dramaten                  |
| 1982 | Frida Fleggman     | Fröken Fleggmans mustasch Hans Alfredson & Tage Danielsson | Tage-Lena Ekfredson | Göta Lejon                |
| 1983 | Vivan              | Aftonstjärnan Hjalmar Södberg                              | Hans Alfredson      | Dramaten                  |
| 1986 | Medea              | Medea Euripides                                            | Tomas Pontén        | Dramaten                  |
| 1986 | Nille              | Jeppe på berget Ludvig Holberg                             | Peter Langdal       | Dramaten                  |
| 1987 | Ulla               | Omaka par Neil Simon                                       | Lars Amble          | Maximteatern              |
| 1989 |                    | Happy End Brian Cooke och Johnnie Mortimer                 | Lars Amble          | Maximteatern              |
| 1990 | Marie Arvidsson    | Skvaller Neil Simon                                        | Lars Amble          | Maximteatern              |
| 1993 | Bea                | Press! Ett obehagligt stycke Ben Elton                     | Lars Amble          | Vasateatern               |
| 1994 | Catrine            | I nöd och lust Ivan Menchell                               | Lars Amble          | Maximteatern              |
| 1996 | Medverkan          | Tid & otid Bodil Malmsten                                  | Christian Tomner    | Uppsala stadsteater       |
| 1998 | Karin              | Sova bland säckar Alan Bennett                             | Lars Amble          | Maximteatern              |
| 2000 | Medverkan          | Strålande tider! Härliga tider! revy                       | Lars Amble          | Maximteatern              |
| 2001 | Sara               | Å ena sidan Hans Alfredson & Peter Dalle                   | Peter Dalle         | Dramaten                  |
| 2003 | Ameli              | Fritänkaren August Strindberg                              | Richard Turpin      | Strindbergs Intima Teater |
| 2003 | Medverkan          | Två solstrålar på nya äventyr Kristina Lugn                | Kristina Lugn       | Teater Brunnsgatan Fyra   |
| 2004 | Agnes              | Helvetet är minnet utan makt att förändra Jonas Gardell    | Jonas Gardell       | Dramaten                  |
| 2005 | Julia              | Nära Romeo och Julia efter William Shakespeare             | Tomas Pontén        | Teater Brunnsgatan Fyra   |
| 2006 | Katarina den stora | Katarina den stora Kristina Lugn                           | Kristina Lugn       | Teater Brunnsgatan Fyra   |

## Diskografi
- 1975 – Var mig nära (med Rune Andersson)
- 1976 – Ja visst gör det ont - Lena Nyman sjunger Karin Boye
- 1977 – En refrängsångares själsliv (med Rune Andersson)
- 1978 – Älskade (med Rune Andersson)
- 1985 – Så länge du har lust
- 1997 – Bloss (texter av Bodil Malmsten)
- 2000 – Min skattkammare

## Priser och utmärkelser
- 1968 – Guldbagge för bästa skådespelerska (Jag är nyfiken-filmerna)
- 1972 – Svenska teaterkritikers förenings Teaterpris
- 1975 – Svenska Akademiens teaterpris
- 1991 – Guldmasken som "Bästa kvinnliga skådespelare" (i Skvaller)
- 1995 – Guldmasken som "Bästa kvinnliga skådespelare" (i I nöd och lust) tillsammans med Yvonne Lombard och Mona Malm
- 2004 – Litteris et Artibus
- 2006 – Dramatens O'Neill-stipendium
- 2009 – Cornelis Vreeswijk-stipendiet

## Lena Nyman-priset
Lena Nyman-sällskapet delar årligen den 23 maj ut ett pris till Lena Nymans minne. Det ska gå till en skådespelare, artist eller konstnär, som verkar i Lena Nymans anda. Priset delades ut första gången samtidigt med sällskapets bildande den 23 maj 2014, vilket skulle ha varit Lena Nymans 70-årsdag. Det består av en flaska Dom Perignon som var hennes favoritchampagne och delas ut vid hennes grav på Norra begravningsplatsen i maj.